# Virgilio Fenoglio
Virgilio Fenoglio (Santa Fe, 20 de febrero de 1902 - Buenos Aires, 15 de marzo de 1990) fue un ajedrecista argentino.

## Resultados destacados en competición
Aprendió a jugar a los doce años y se entusiasmó al asistir a las conferencias de Richard Réti en 1924.
Triunfó en 37 certámenes, a destacar, el de Asunción 1937, donde se coronó campeón sudamericano invicto.
Ganó el Torneo Mayor del año 1930, pero perdió el encuentro por el título contra Isaías Pleci por (+2 = 4 -4).
Ocupó el tercer puesto en Montevideo 1938, detrás de Alekhine y Guimard.
Ganó el IX Torneo Sudamericano compartido con Carlos Guimard y Julio Bolbochán en Río de Janeiro en el año 1938.
Dejó el ajedrez activo en 1970 para dedicarse a la composición.